# 주히 차울라
주히 차울라(힌디어: जूही चावला, 영어: Juhi Chawla, 1967년 11월 13일 ~ )는 인도의 배우이다. 1984년 미스 인디아 우승자이며, 1993년 필름페어상 여우주연상 수상자이다. 배우 키아라 아드바니가 조카다.

## 출연 작품
- 굴랍 갱 (2014)
- 로맨틱 레시피 (2014)
- 해피 뉴 이어 (2014)
- 봄베이 토키스 (2013)
- 파 비 더 이블 아이 (2013)
- 크리쉬나 아어 칸스 (2012)
- 선 오브 사르다르 (2012)
- 아이 엠 (2010)
- 럭 바이 찬스 (2009)
- 키스멧 커넥션 (2008)
- 유령 친구 부트나스 (2008)
- 사랑의 인사 (2007)
- 옴 샨티 옴 (2007)
- 파헬리 (2005)
- 마이 브라더 닉힐 (2005)
- 짤떼 짤떼 (2003)
- 디와나 마스타나 (1997)
- 미스터 & 미세스 플레이어 (1997)
- 로맨스 (1997)
- 다라르 (1996)
- 반디쉬 (1996)
- 카타브야 (1995)
- 이나 미나 디카 (1994)
- 안다즈 (1994)
- 때론 그렇고 때론 아니야 (1993)
- 카야맛 세 카야맛 탁 (1988)

## 같이 보기
- 인도 영화 배우 목록